# Pablo Zegarra
Pablo Zegarra (Lima, 1 d'abril de 1973) és un futbolista peruà, que ocupa la posició de migcampista. Ha estat cinc vegades internacional pel seu país. Tot i que va debutar el 1999, va formar part de l'esquadra peruana que va disputar la Copa Amèrica de 1993.
La seua carrera ha transcorregut entre formacions del Perú, com l'Sporting de Cristal i l'Alianza de Lima, i de Colòmbia, amb Independiente. A l'Argentína va jugar amb l'Argentinos Juniors, i a la lliga espanyola va militar a les files del CD Badajoz (1995–1996) i la UD Salamanca en tres etapes, sumant més d'un centenar de partits amb els castellans. També va jugar al Portugal.
Ha guanyat la lliga peruana en dues ocasions: 1991 i 2004.